# Juan Angelillo
Pour les articles homonymes, voir Angelillo.
Pas d'image ? Cliquez ici

b Matchs officiels uniquement.
Dernière mise à jour le  .
Juan Angelillo, né le 10 avril 1963, est un joueur international argentin de rugby à XV, évoluant au poste de talonneur.

## Biographie
Juan Angelillo connaît 20 sélections internationales en équipe d'Argentine, il fait ses débuts le 7 novembre 1987 contre l'équipe d'Australie. Sa dernière apparition comme Puma a lieu le 21 octobre 1995 contre les Français. 

## Statistiques en équipe nationale
- 20 sélections en équipe d'Argentine.
- 1 essai, 4 points.
- Nombre de sélections par an : 1 en 1987, 3 en 1988, 3 en 1989, 4 en 1990, 4 en 1994, 5 en 1995.
- Participation à la Coupe du monde 1995 : 3 matchs disputés comme titulaire.